# Joseph Gaspar

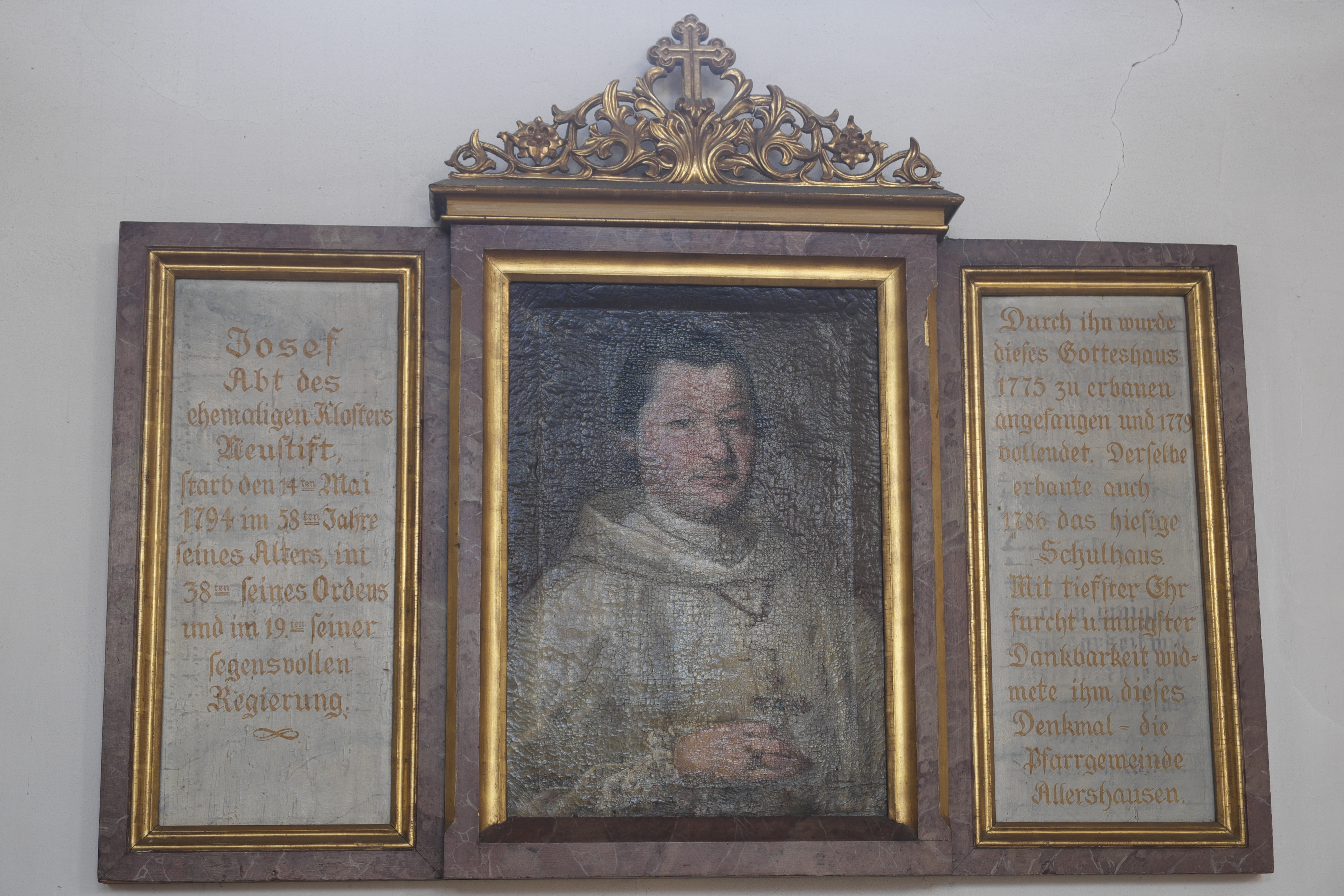
Widmung mit Gemälde für Abt Joseph Gaspar in der Pfarrkirche St. Joseph in Allershausen

Joseph Gaspar (* 8. November 1737 in Geiselhöring; † 14. Mai 1794 in München) war von 1775 bis 1794 Abt des Klosters Neustift bei Freising.

## Leben
Johann Andreas Gaspar wurde am 8. November 1737 in Geiselhöring geboren. Die Humaniora absolvierte er in Regensburg und kam dann an das Lyceum nach Freising. Am 13. November 1757 legte er seine Profess im Prämonstratenserkloster Neustift ab, nahm den Ordensnamen Joseph an, studierte Theologie in Freising und wurde 1760 im Freisinger Dom zum Priester geweiht. Am 20. Januar 1760 feierte er seine erste Messe. Bald wurde er Sakristan, Vikar in Kleinviecht, Beichtvater, Prediger in der Klosterkirche und Vikar in Kirchdorf. Seiner Geschäftskenntnisse halber am 29. Mai 1775 wurde er anstelle des resignierten Ascanius Hainbogen zum Abt erwählt und am 6. Januar 1788 Generalvikar der bayerischen Zirkarie. Von 1781 bis 1794 war er Mitglied des bayerischen Generalstudiendirektoriums.
Er entfaltete eine umfangreiche Bautätigkeit. Als am 24. November 1779 eine im Hühnerhaus des Klosters entstandene Feuersbrunst alle Stallungen und Scheuern vernichtete, ließ er ganz neue Ökonomiegebäude herstellen. Er ließ auch die baufällige Pfarrkirche St. Joseph in Allershausen neu errichten, deren Grundstein er am 17. Juni 1777 legte und die am 5. Oktober 1783 von Fürstbischof Ludwig Joseph von Welden konsekriert wurde. Deren Patrozinium änderte er von Martin zu Josef. Im Deckenfresko ist er dargestellt. Er ließ zudem die Schulhäuser in Allershausen und Kirchdorf errichten.
Er starb am 14. Mai 1794 in München an Wundbrand. Seine sterblichen Überreste wurden nach Neustift überführt. Sie liegen heute in der Kirche St. Peter und Paul. Sein Nachfolger wurde Kastulus Wohlmuth.
In der Pfarrkirche St. Joseph in Allershausen befindet sich ein Epitaph mit folgender Inschrift: „Josef Abt des ehemaligen Klosters Neustift, starb den 14ten Mai 1794 im 58ten Jahre seines Alters, im 38ten seines Ordens und im 19ten seiner segensvollen Regierung. Durch ihn wurde dieses Gotteshaus 1775 zu erbauen angefangen und 1779 vollendet. Derselbe erbaute auch 1786 das hiesige Schulhaus. Mit tiefster Ehrfurcht u. innigster Dankbarkeit widmete ihm dieses Denkmal die Pfarrgemeinde Allershausen.“ Die Abt-Joseph-Straße in Allershausen ist ebenfalls nach ihm benannt.